# Discurs sobre la Ogdòade i la Ennèade
El Discurs sobre la Ogdòade i la Ennèade, es el sisè llibre del Còdex VI dels Manuscrits de Nag Hammadi. És un text hermètic escrit en llengua copta encara que originàriament va ser escrit en grec, i es pot datar cap a l'any 200, ja que presenta paral·lelismes amb idees neoplatòniques. No rebutja la religió egípcia, però la fa més espiritual. L'hermetisme és un camí, no una religió.
No se sap quin era el seu títol real. En algunes traduccions se l'anomena Discurs de l'octava i la novena, però normalment es manté el nom d'Ogdòade i Ennèade, els noms greco-coptes amb aquest significat que es llegeixen a la primera línia del text conservat. Es creu que es va escriure a Egipte, perquè menciona la ciutat de Diòspolis i a déus amb cara d'animal. Menciona les ensenyances d'Hermes Trismegist (associat al déu Thot) L'Octava i la Novena part fan referència als Eons del cel que rodegen la terra.

## Contingut
El text és un diàleg entre Hermes Trismegist i un deixeble. Fa referència bàsicament a l'ascens a regnes superiors d'il·luminació espiritual. Després de la mort, l'ànima haurà de viatjar a través de set esferes i després arribarà al vuitè i novè nivell, on l'ànima podrà experimentar la felicitat i l'èxtasi verdader. Sembla que el tractat parlaria d'una esfera més alta, la desena, però el text conservat no ho deixa clar. El deixeble no és un principiant, i Hermes Trismegist li parla només de l'etapa final, que consisteix en conèixer i comprometre la seva persona. La iniciació permet la regeneració i sorgeix un nou ésser humà inspirat directament per l'intel·lecte diví. El llibre no és una transmissió de coneixements sinó la mostra d'una experiència o una actitud espiritual, una predisposició interior. La part central del text està formada per oracions, visions extàtiques i instruccions del mestre que fan referència a la pedagogia de l'oració. Aquest diàleg permet conèixer en detall els ritus d'iniciació i les pràctiques de les comunitats gnòstiques.